# Tizsény
Tizsény (1899-ig Tisinyecz, szlovákul: Tisinec) község Szlovákiában, az Eperjesi kerületben, a Sztropkói járásban.

## Fekvése
Sztropkótól 2 km-re északnyugatra, az Ondava bal partján fekszik.

## Története
A települést 1379-ben említik először abban az oklevélben, melyben I. Lajos király a Czudar családot megerősíti a szorocsányi uradalom birtokában. Ebben az időben ugyanis Tizsény a szorocsányi uradalomhoz tartozott, melyet 1379-ben a Czudar család makovicai uradalmához csatoltak. Bizonyos azonban, hogy a település már sokkal előbb is létezett. Ezután a 16. századig folyamatosan a makovicai uradalom része volt.
Az 1548, 1567 és 1588-as adóösszeírások szerint a falu 2-2 és fél portáig adózott. 1600-ban 10 adózó háztartása volt, ezzel a közepes nagyságú falvak közé számított. 1618-ban már 15 volt a jobbágy háztartások száma, közülük egyet fél, hármat harmad, 11-et pedig nyolcad jobbágytelkesként tartottak számon. A faluban szabó és cipész is működött. 1715-ben 12, 1720-ban 7 adózó háztartása volt. 1787-ben 23 házában 146 lakos élt.
A 18. század végén Vályi András így ír róla: „TISINECZ. Orosz falu Sáros Várm. földes Ura Gr. Szirmay Uraság, lakosai többfélék, fekszik Duplinnak szomszédságában, mellynek filiája; földgye közép termékenységű, erdeje nem tágas, legelője elég van.”
1828-ban 35 háza és 279 lakosa volt.
Fényes Elek 1851-ben kiadott geográfiai szótárában így ír a faluról: „Tissinecz, tót-orosz falu, Sáros vgyében, a makoviczi uradalomban, Duplin fil. 147 rom., 98 görög kath., 15 zsidó lak.”
1861-ben 236 lakosa volt. Lakói főként mezőgazdasággal, állattartással foglalkoztak. A falu mezőgazdasági jellegét később is megőrizte, lakói közül azonban sokan Sztropkó és Felsővízköz üzemeiben dolgoztak. A trianoni diktátumig Sáros vármegye Felsővízközi járásához tartozott.

## Népessége
| Év:            | 1994. | 2004.    | 2014.    | 2024.    |
| -------------- | ----- | -------- | -------- | -------- |
| Emberek száma: | 338   | 428      | 382      | 484      |
| Eltérés:       |       | +26,62 % | -10,74 % | +26,70 % |

| Év:            | 2023. | 2024.   |
| -------------- | ----- | ------- |
| Emberek száma: | 481   | 484     |
| Eltérés:       |       | +0,62 % |

1910-ben 138, túlnyomórészt szlovák lakosa volt.
2001-ben 375 lakosából 370 szlovák volt.
2011-ben 399 lakosából 381 szlovák.

## Nevezetességei
Római katolikus temploma 1874-ben épült.